# Étangs de Commelles

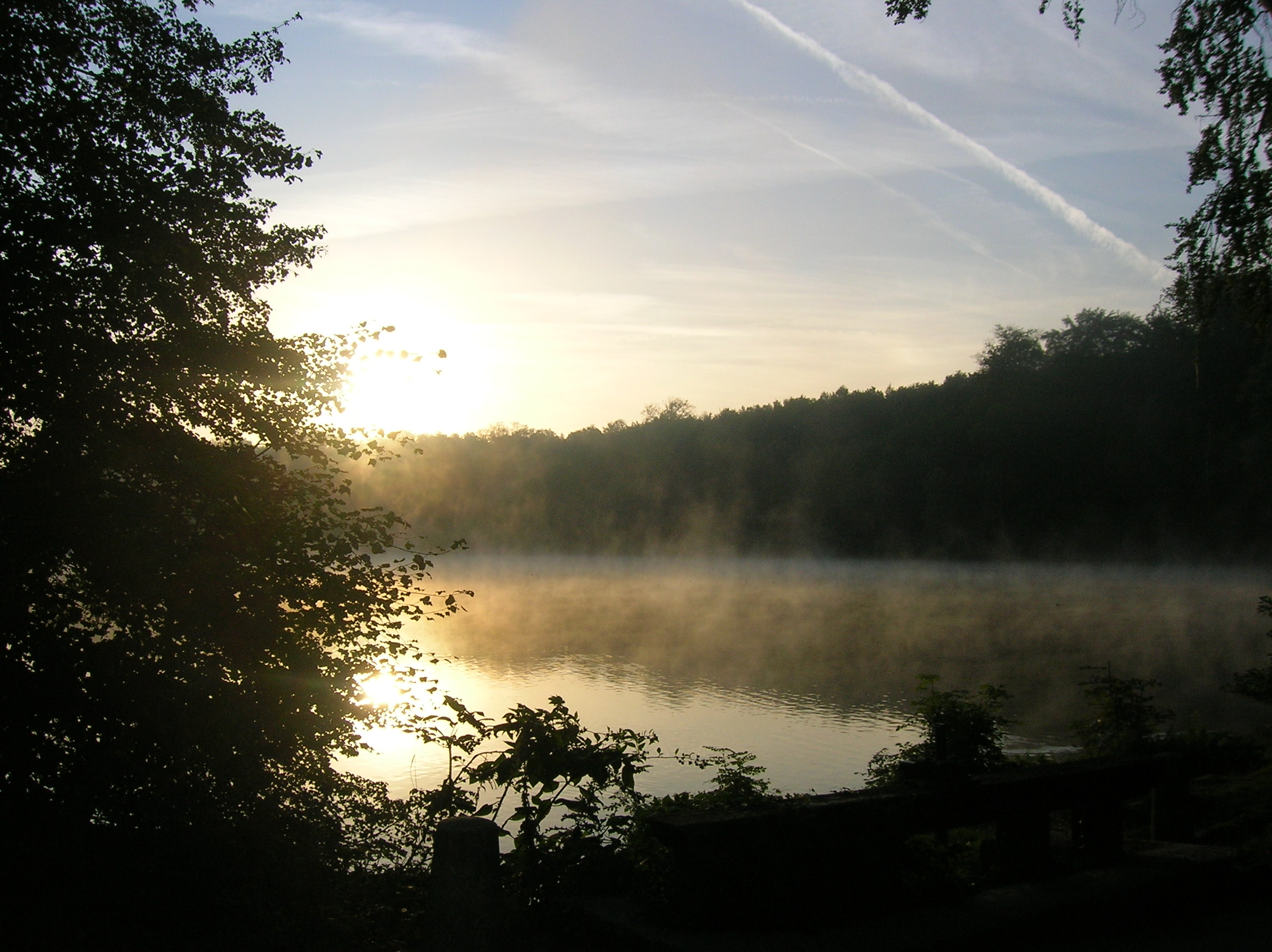
Étang de la Loge, bei Tagesanbruch

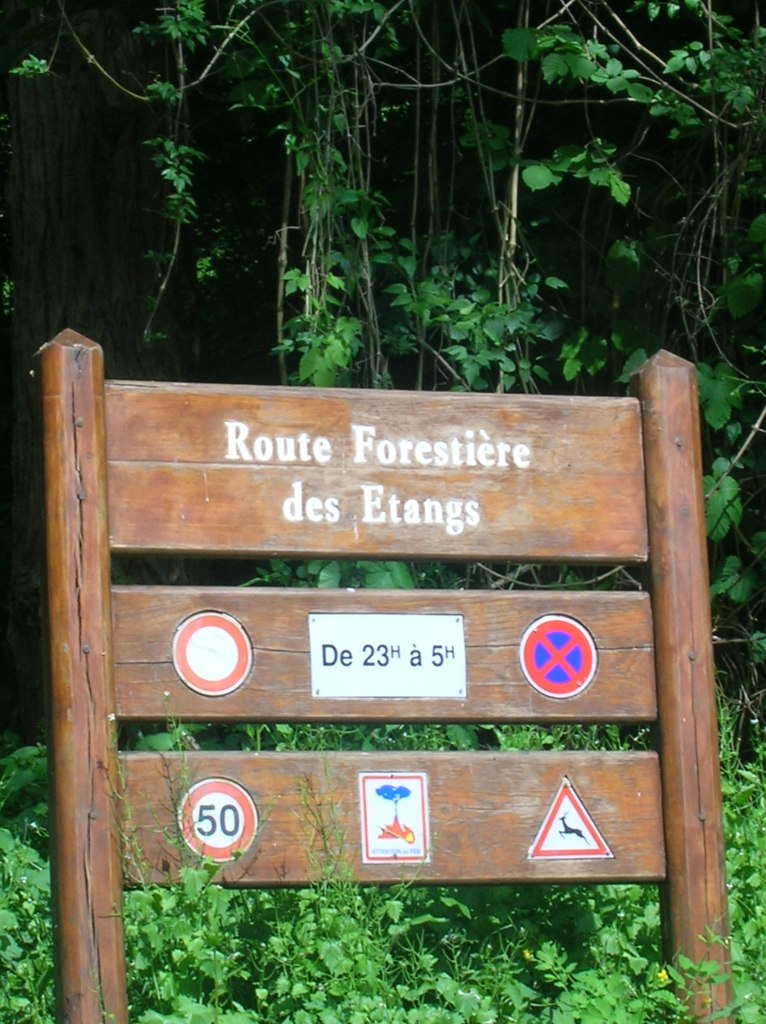
Weg zwischen Coye und den Étangs

Die Teiche Étangs de Commelles befinden sich auf dem Gebiet der französischen Gemeinden Orry-la-Ville und Coye-la-Forêt, im Wald von Chantilly.
Sie wurden zu Beginn des 13. Jahrhunderts von den Mönchen des Klosters Chaalis auf einer Fläche von 40 Hektar entlang des Flusses Thève angelegt. Sie dienten damals der Fischzucht. Diese Funktion haben sie bis heute verloren; sie sind nun jedoch ein bedeutender Wasserspeicher am Unterlauf der Thève.
Sie sind, zusammen mit dem Schloss Château de la Reine Blanche, ein beliebtes Ausflugsziel für Wanderer, Spaziergänger oder Angler in der Region von Chantilly und Paris.

## Bilder

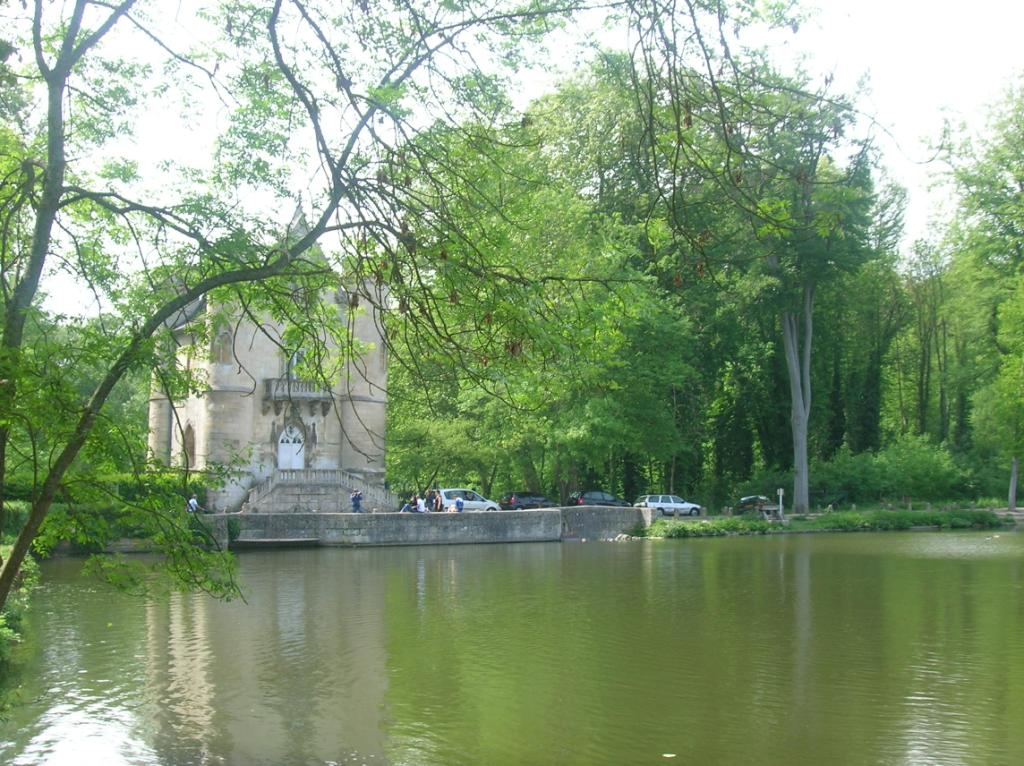
Die Étangs de Commelles und das Château de la Reine Blanche
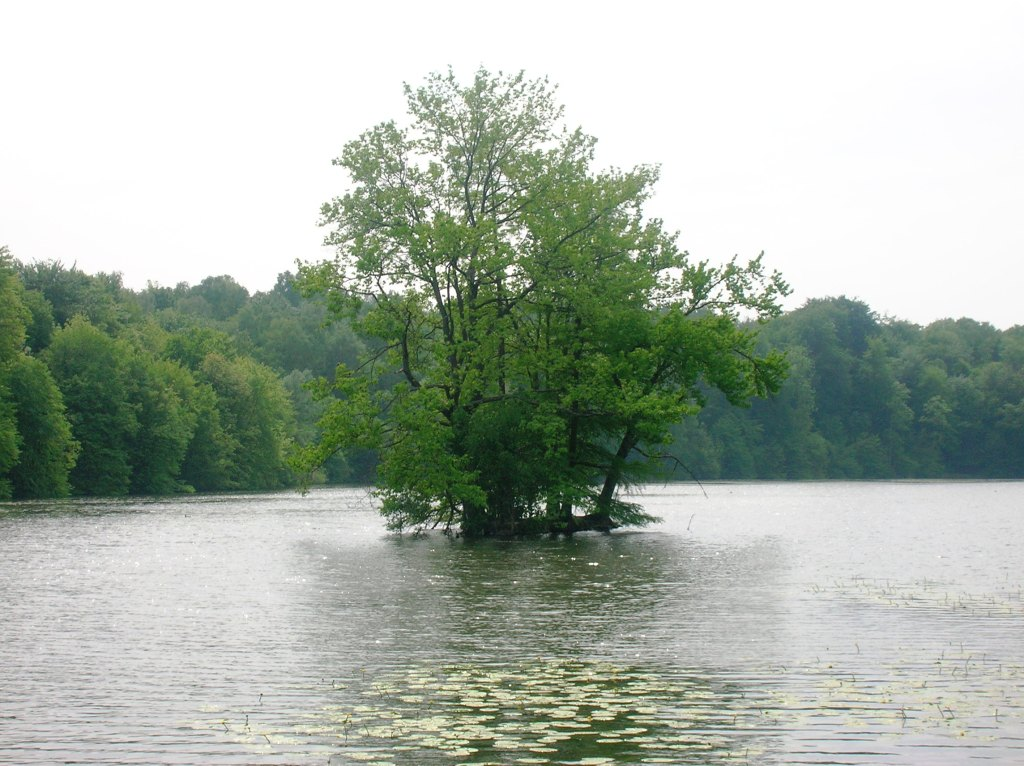
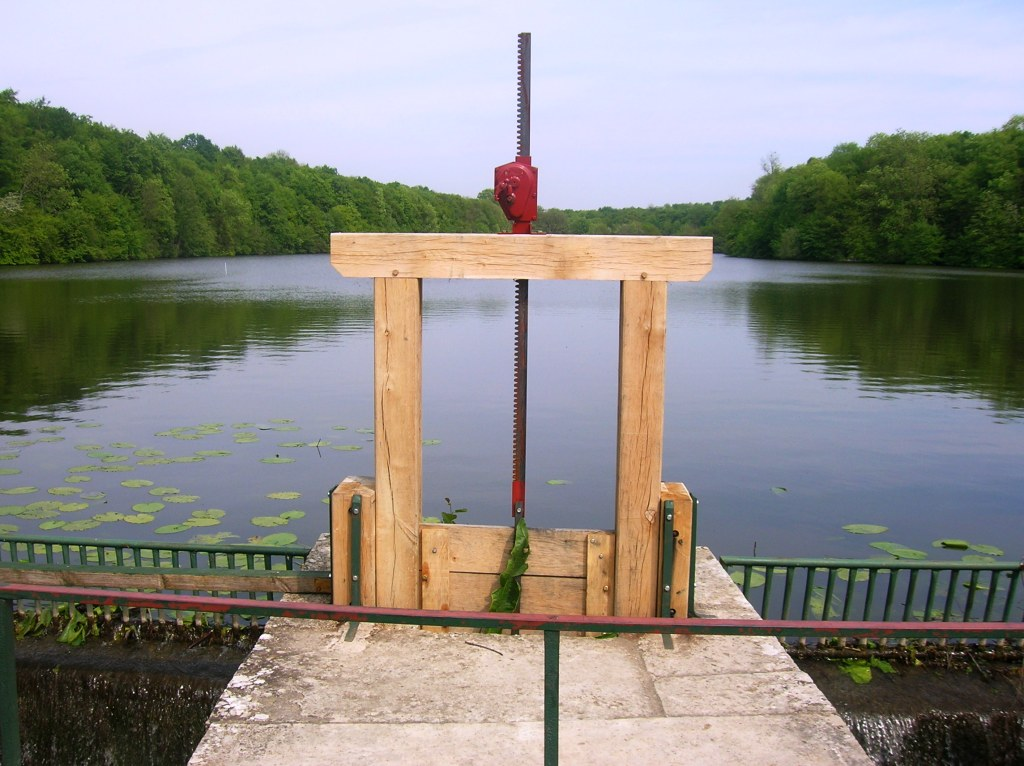
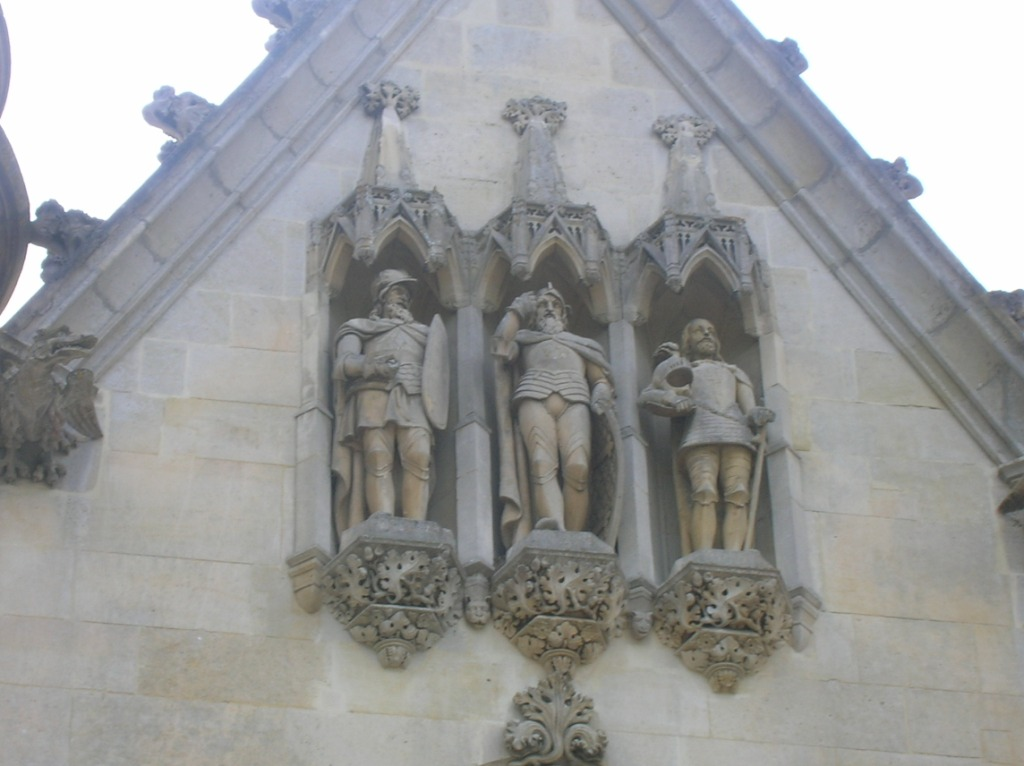
Die drei Ritter am Château de la Reine Blanche